# St. Margareta (Köln-Libur)

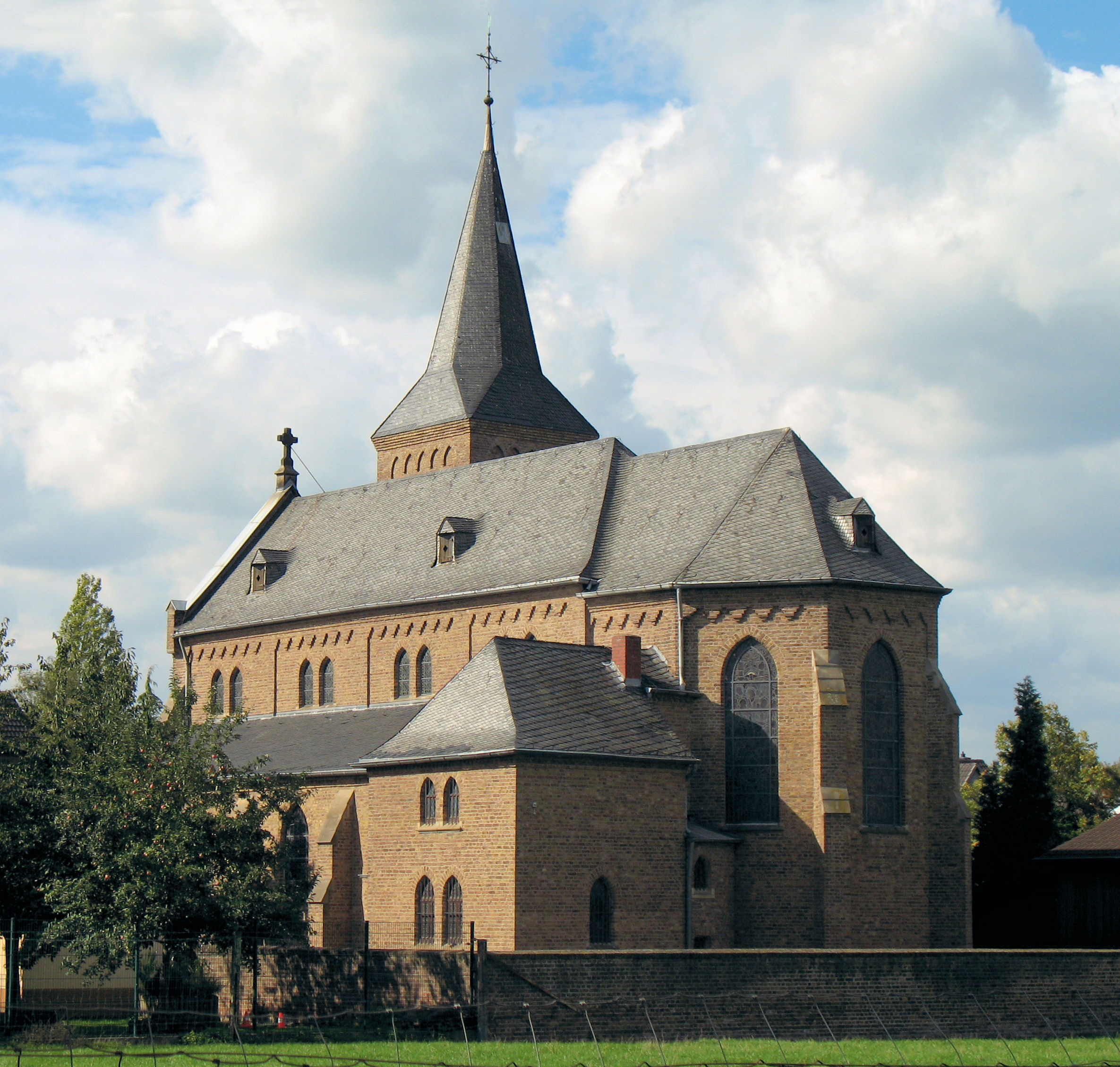
St. Margareta in Libur von Südosten

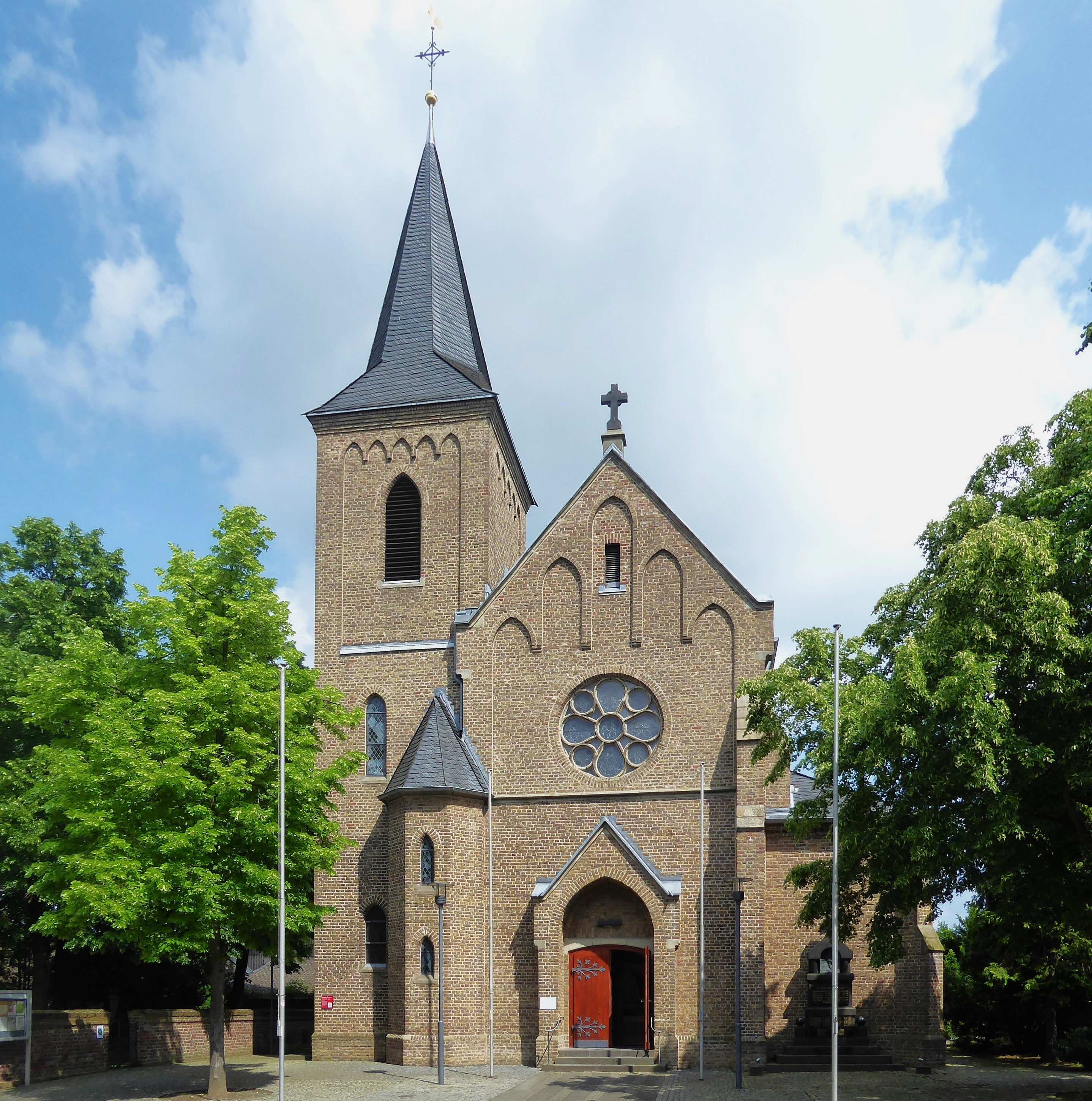
St. Margareta, Westfassade

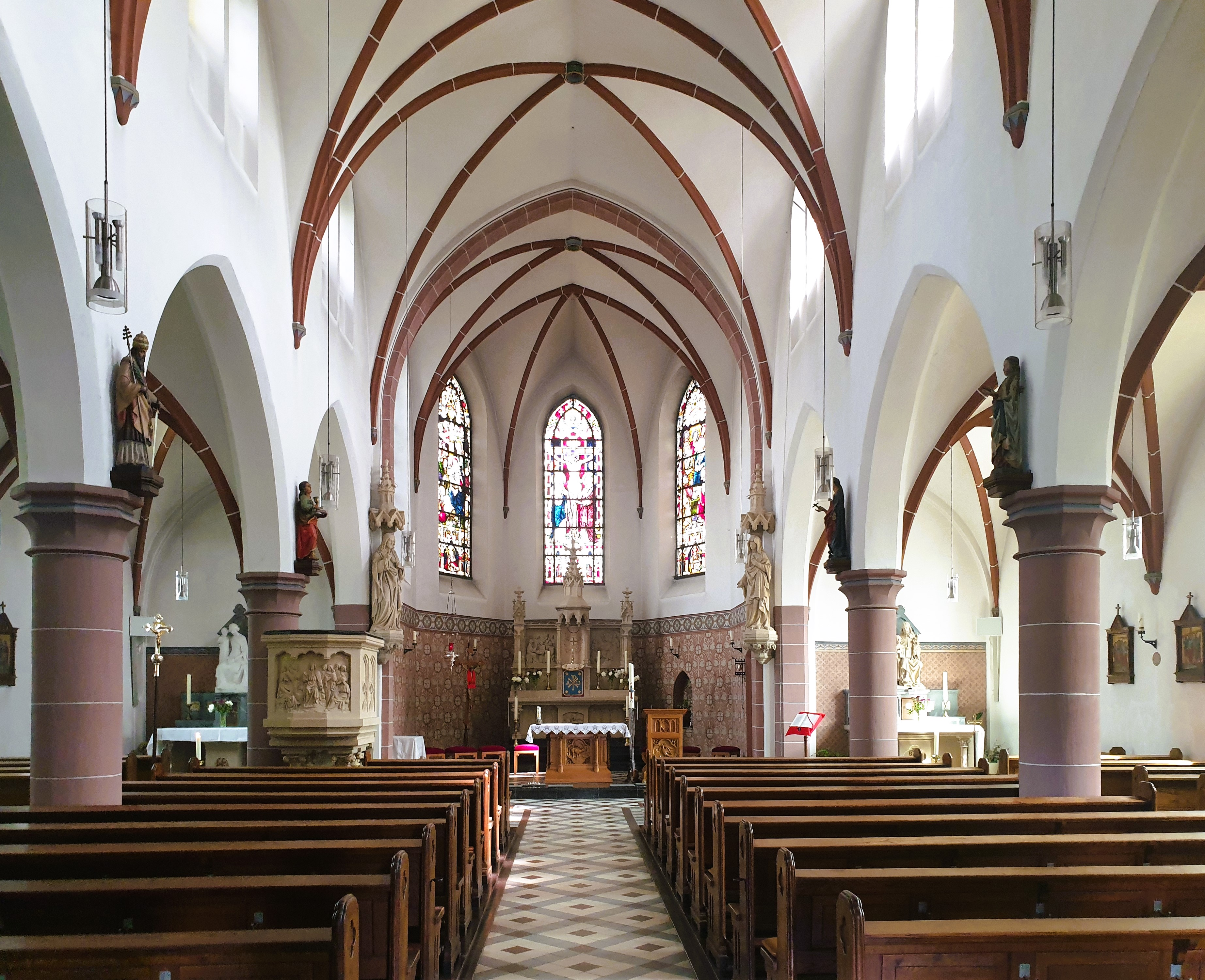
Inneres nach Osten Richtung Chor

St. Margareta ist eine 1911 fertiggestellte römisch-katholische Pfarrkirche im neugotischen Stil in Köln-Libur. Sie steht seit 19. Januar 1983 unter Denkmalschutz (Nr. 1290).

## Geschichte
Libur, das früher zur Pfarrei Niederkassel gehörte, wurde erst 1849 selbständige Pfarre. In der Nachfolge einer 1582 errichteten und der Heiligen Margareta geweihten Kapelle wurde von 1909 bis 1911 die heutige Pfarrkirche erbaut. Der mit Hilfe von Stiftungen wohlhabender Bauern und des seit 1901 amtierenden Pfarrers Hubert Huthmacher (* 25. November 1862 in Rheinbach; † 25. Februar 1915 in Libur) ausgeführte Bau geht auf Pläne Huthmachers zurück. Nach ihm wurde auch die anliegende Straße benannt.

## Architektur
Die Pfarrkirche ist eine neugotische dreischiffige Backsteinbasilika mit nordwestlich angefügtem Turm. Ihre ursprüngliche Innenausstattung, die steinernen Altäre, die Kanzel, die Orgelempore, die Fenster und die Skulpturen sind gut erhalten. Die ursprüngliche Ausmalung wurde 1981 wiederhergestellt. Neben der Kirche befindet sich der alte Friedhof. Dort sind bis auf das Jahr 1650 zurückgehende Grabsteine zu sehen.
St. Margareta gehört zum Kulturpfad Porz.

## Glocken
Im Jahr 1909 goss die Glockengießerei Otto aus Hemelingen/Bremen ein dreistimmiges Bronzeglockengeläut. Von diesen Glocken hat nur die kleinste Glocke den Glockenvernichtungen der beiden Weltkriege überstanden. Nach dem Zweiten Weltkrieg lieferte Otto in den Jahren 1949 und 1959 jeweils eine neue Glocken. So hängt heute in St. Margareta ein dreistimmiges Otto-Geläute, welche auf g' – b' – c'' erklingt. Die Glocken haben folgende Durchmesser: 1128 m, 858 mm, 777 mm und folgende Gewichte: 650 kg, 410 kg, 296 kg.